# Прийма-Шмериковська Іванна
Іванна Прийма-Шмериковська (19 січня 1898, Надвірна — 19 січня 1982, Нью-Йорк) — українська піаністка, співачка (меццо-сопрано) і педагог. Мати відомої балерини Роми Прийми-Богачевської.

## Біографія
Іванна Шмериковська народилась 1898 року в Надвірній (зараз Івано-Франківська область) в родині священника о. Євстахія Шмериковського. Її прадід о. Йосиф Шмериковський був членом Руської Ради в 1848 році та парохому в Чорткові, дід, Іван Шмериковський, був парохом у Печеніжині. Батько був парохом у Надвірній та викладав релігію у місцевій школі. Згодом родина переїхала до Угорників та Станиславова. Мати Іванни була драматичною актрисою, режисером і діячкою «Української бесіди» у Станіславові. 
Іванна здобувала початкову музичну освіту на приватних уроках, зокрема від матері. Навчалась на музикологічному факультеті Львівського університету та  фортепіанному відділі Львівської консерваторії, яку закінчила 1920 року, брала уроки вокалу. У 1919 році вона зробила вокальний дебют, який був дуже успішним, і заохотив її до подальшого зайняття вокалом. Пізніше вона навчалася в Парижі та стала відомою співачкою в піаністкою. Давала сольні концерти у Львові, Варшаві, Кракові. Концерт-майстер у Львівському Оперному Театрі (1942 — 43).
З 1937 року викладач вокалу у Львівській консерваторії, у 1949—1951 роках викладає у Монреалі (Канада), у 1951—1959 роках — в Українському музичному інституті у Нью-Йорку. З 1959 р. керівник фортепіанного відділу в школі Палм-Біч у Флориді. 
Іванна Прийма-Шмериковська також працює в малярстві (абстрактні композиції).